# ジラン
ジラニまたはジラン（アルバニア語:Gjilani / Gjilan）、あるいはグニラネ（セルビア語:Гњилане / Gnjilane）は、コソボ東部の都市、自治体。ジラン郡 / グニラネ郡の中心都市でもある。トルコ語ではギラン（Gilan）と呼ばれる。

## 歴史
町名の謂れには議論がある。アルバニアの文献に1572年、中部バルカン最大の都市であったノヴォベルド / ノヴォ・ブルドから移り住んできたジノリ家（Gjinolli family）が建設したから、という説があるが、実証に乏しく、彼らが本当に最初の住民であったのかも分かっていない。
1915年の第一次世界大戦コソボ攻撃作戦でセルビア陸軍は市街周辺でブルガリア第1軍に対し最後の抵抗を行った。しかし結果は惨敗に終わり、ブルガリアの同盟国であるドイツ帝国に武力で制圧された。第二次世界大戦時には、ユーゴスラビアパルチザンが枢軸国に対しジラニ周辺でかなりの数の攻撃を行った。今日でもこれらの活動を記念するモニュメントがコレティシュタ村の中心部などで見ることができる。1999年には郊外の壊滅したセルビア軍の基地跡にKFOR（コソボ治安維持部隊）を管理統制するキャンプ・モンティースが設営された。このキャンプは米海兵隊が運営していたが、米軍の派遣人員縮小に伴い2007年にコソボ防護隊に移管された。このほかにも、ジランには1999年から国際連合コソボ暫定行政ミッション（UNMIK）の国際警察特殊部隊本部が置かれている。

## 人口統計
2008年4月時点で、ジラン自治体には13万人以上が住んでいると推定される。その大多数はアルバニア人で、セルビア人がこれに続く。自治体域内ではアルバニア語、セルビア語、トルコ語の3ヶ国語が公用語に指定されている。
| 民族構成                                                                                         |              |       |            |       |       |      |        |     |         |
| 年                                                                                               | アルバニア人 | %     | セルビア人 | %     | ロマ  | %    | その他 | %   | 計      |
| 1953年                                                                                           | 24,797       | 50.87 | 19,196     | 39.32 |       |      |        |     | 48,748  |
| 1961年                                                                                           | 29,942       | 57.12 | 18,297     | 34.91 | 735   | 1.50 |        |     | 52,415  |
| 1971年                                                                                           | 43,754       | 64.45 | 20,237     | 29.81 | 1,824 | 2.69 |        |     | 67,893  |
| 1981年                                                                                           | 59,764       | 71.08 | 19,212     | 22.85 | 3,347 | 3.98 | 1,762  | 2.1 | 84,085  |
| 1991年                                                                                           | 79,357       | 76.54 | 19,370     | 18.68 | 3,477 | 3.4  | 1,471  | 1.4 | 103,675 |
| 1998年                                                                                           | 94,218       | 79.4  | 19,481     | 16.4  | 3,568 | 3    | 1,387  | 1.2 | 118,654 |
| 2003年8月                                                                                        | 116,000      | 89.4  | 12,300     | 9.5   | 350   | 0.2  | 1,005  | 0.8 | 129,690 |
| 1991年まではユーゴスラビア国勢調査、1998年と2003年のデータは欧州安全保障協力機構（OSCE）の推計値 |              |       |            |       |       |      |        |     |         |

## 経済

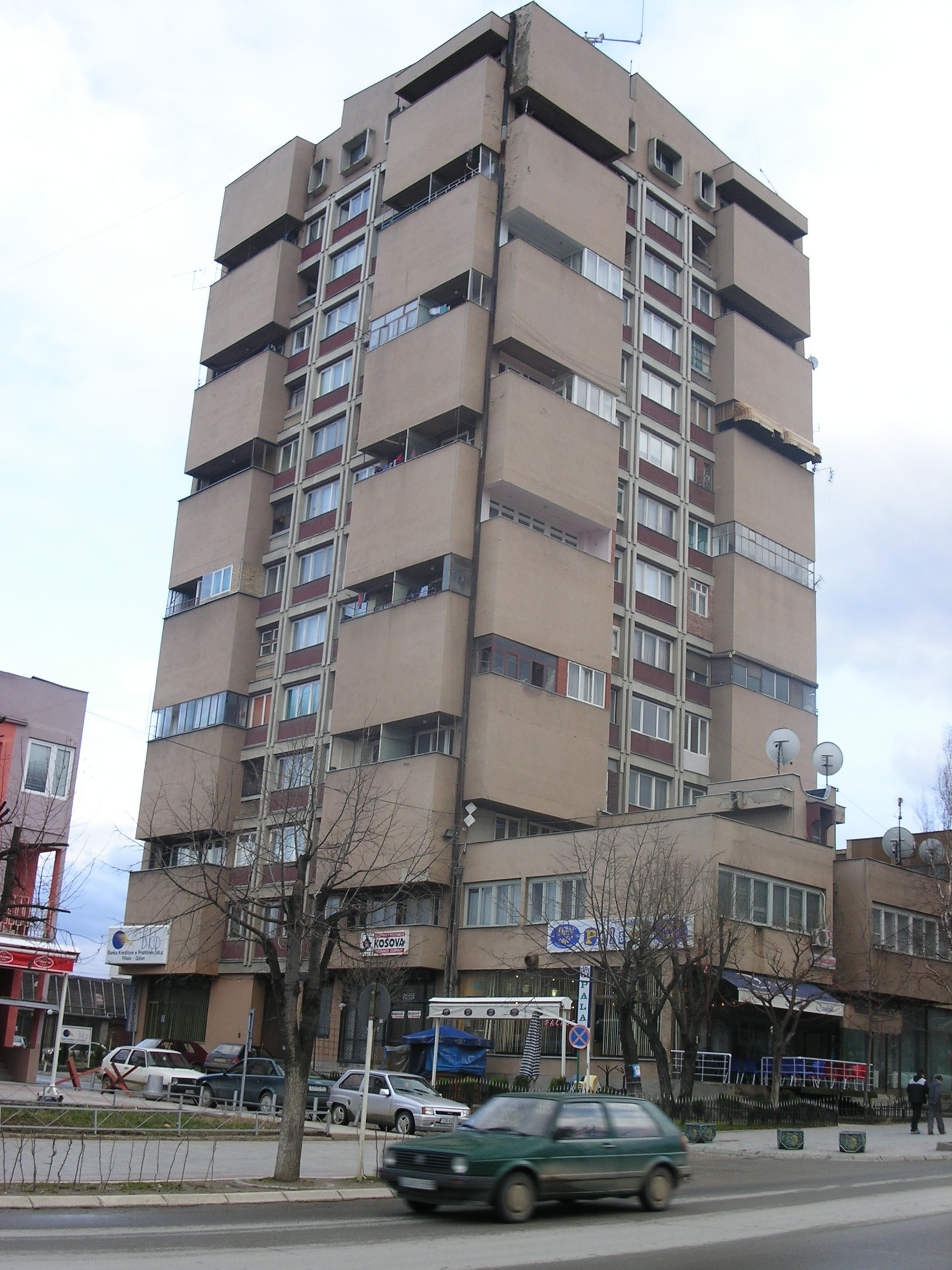
街なかのビル

自治体域内では3700社の民間企業が7900人を雇っている。1999年以前はコソボ有数の産業都市で、現在でも民営化されたラジエーター工場やタバコ工場が操業している。2007年夏に欧州復興庁が支援する新都市ビジネスインキュベーターが発足した。

## スポーツ
サッカークラブのFCドリタ、KFジラニとバレーボールクラブのKVドリータがジラニをホームタウンとしている。

## 出身者
- ドラガン・ディミッチ - セルビアのサッカー選手
- ファトン・トスキ - コソボのサッカー選手
- ジェルダン・シャキリ - スイスのサッカー選手
- ジョルジェ・マルティノヴィッチ - 農民